# Adrian McKinty

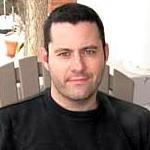
Adrian McKinty (2009)

Adrian McKinty (* 1968 in Belfast, Nordirland) ist ein nordirischer Krimischriftsteller.

## Leben und Karriere
McKinty wuchs in Carrickfergus in der Nähe von Belfast auf. Er studierte Jura an der University of Warwick in Coventry sowie Politik und Philosophie an der University of Oxford. Nach dem Studium zog er in die USA, arbeitete in Harlem u. a. als Wachmann, Vertreter, Rugbytrainer, Buchhändler und Postbote. 2001 zog er nach Denver, ab 2008 wohnte er für einige Jahre in Melbourne, danach zog er mit seiner Familie nach New York. Er ist verheiratet und hat zwei Kinder.
McKintys Bücher sind literarische hardboiled-noir Kriminalromane. Sein Roman Cold Water (2019) stand im September 2019 auf Platz 7 der Krimibestenliste des Deutschlandfunks.

## Auszeichnungen
- 2007: Audie Award – Kategorie Bester Thriller/Suspense für The Dead Yard
- 2010: Spinetingler Award – Kategorie Bester Roman für Fifty Grand
- 2013: Spinetingler Award – Kategorie Bester Kriminalroman für The Cold Cold Ground
- 2014: Ned Kelly Award – Kategorie Bester Roman für In the Morning I'll be Gone
- 2014: Barry Award – Kategorie Best Paperback Original für I Hear the Sirens in the Street
- 2015: Boston Globe Best Book of 2015 für Gun Street Girl
- 2015: Irish Times Best Crime Novel of 2015 für Gun Street Girl
- 2016: Boston Globe Best Book of 2016 für Rain Dogs
- 2016: Irish Times Best Crime Novel of 2016 für Rain Dogs
- 2017: Edgar Allan Poe Award for Best Paperback Original für Rain Dogs
- 2017: Barry Award für Rain Dogs
- 2017: Ned Kelly Award für Police at the Station and They Don't Look Friendly
- 2017: Boston Globe Best Book of 2017 für Police at the Station and They Don't Look Friendly
- 2020: Theakston's Old Peculier Crime Novel of the Year Award 2020 für The Chain
- 2020: International Thriller Writers Award – Kategorie Bester Roman für The Chain

## Werke
Michael Forsythe-Trilogie
- Dead I May Well Be (2003)
  - deutsch: Der sichere Tod. Suhrkamp, Berlin 2010, ISBN 978-3-518-46159-4[2]
- The Dead Yard (2006)
  - deutsch: Der schnelle Tod. Suhrkamp, Berlin 2011, ISBN 978-3-518-46232-4[2]
- The Bloomsday Dead (2007)
  - deutsch: Todestag. Suhrkamp, Berlin 2011, ISBN 978-3-518-46277-5[2]

Spin-Off zur Michael-Forsythe-Trilogie
- Falling Glass (2011)
  - deutsch: Ein letzter Job. Suhrkamp, Berlin 2012, ISBN 978-3-518-46372-7[3]

Lighthouse-Trilogie
- The Lighthouse Land (2006)
- The Lighthouse War (2007)
- The Lighthouse Keepers (2008)

Sean Duffy-Reihe
- The Cold Cold Ground (2012)
  - deutsch: Der katholische Bulle. Suhrkamp, Berlin 2013, ISBN 978-3-518-46450-2[3]
- I Hear The Sirens In The Street (2013)
  - deutsch: Die Sirenen von Belfast. Suhrkamp, Berlin 2014, ISBN 978-3-518-46520-2[3]
- In The Morning I'll Be Gone (2014)
  - deutsch: Die verlorenen Schwestern. Suhrkamp, Berlin 2015, ISBN 978-3-518-46595-0[3]
- Gun Street Girl (2015)
  - deutsch: Gun Street Girl. Suhrkamp, Berlin 2015, ISBN 978-3-518-46655-1[3]
- Rain Dogs (2016)
  - deutsch: Rain Dogs. Suhrkamp, Berlin 2017, ISBN 978-3-518-46747-3[3]
- Police at the Station and They Don’t Look Friendly (2017)
  - deutsch: Dirty Cops. Suhrkamp, Berlin 2018, ISBN 978-3-518-46842-5[3]
- The Detective Up Late (2018)
  - deutsch: Cold Water. Suhrkamp, Berlin 2019, ISBN 978-3-518-46981-1[3]
- Hang On St. Christopher (2019)
  - deutsch: Alter Hund, neue Tricks. Suhrkamp, Berlin 2020, ISBN 978-3-518-47060-2[3]

Weitere Romane
- Orange Rhymes With Everything (1998)
- Hidden River (2005)
- Fifty Grand (2009)
- Deviant (2011)
- The Sun Is God (2014)
- The Chain (2019)
  - deutsch: The Chain. Droemer Knaur, München 2019, ISBN 978-3-426-52485-5.
- The Island. Orion, London 2022, ISBN 978-1-4091-8964-0.